# Сава Пиперов
Сава Венелинов Пиперов (роден на 23 януари 1954 г.) e български актьор.

## Ранен живот
Завършва актьорско майсторство за драматичен театър във ВИТИЗ „Кръстьо Сарафов“ през 1979 г. при професор Елка Михайлова.

## Актьорска кариера
Работил е в ДМТ „Стефан Македонски“ в Бургас и в Национален музикален театър „Стефан Македонски“. От 1990 г. е в трупата на Театър „София“.
Сред ролите му са: Треплев в „Чайка“ от Антон Чехов, Цеко Цеков в „Кълбовидна мълния“ от Иван Радоев, Калибан в „Бурята“ от Уилям Шекспир (роля, за която е номиниран за Аскеер), Волпоне във „Волпоне“ от Бен Джонсън, Дико в „Сако от велур“ от Станислав Стратиев, Бен Бухалката в „Просяшка опера“ от Джон Гей, Теди „Рузвелт“ Брюстър в „Арсеник и стари дантели“ от Джоузеф Кесърлинг, Калоян в „Пир по време на демокрация“ и „Конят на Александър Велики“ и Ангел във „Всички луди ме обичат“ от Стефан Цанев и други. Имал е участия в оперетите „Моята прекрасна лейди“, „Българи от старо време“, „Хубавата Елена“, „Целомъдрената Сузана“ и други. Участвал е в български игрални филми.

## Кариера на озвучаващ актьор
Пиперов се занимава с озвучаване на филми и сериали от 80-те години на двадесети век. Участва в дублажите на БНТ, bTV, Александра Аудио, Медиа Линк, TV7, студио Доли и VMS.
По-известни заглавия с участието му са „Красавицата и звярът“, „Голямото междучасие“, „Трима братя, три сестри“, „Бранди и г-н Уискърс“, „Кости“, „Аз и Дерек“, „Къща от карти“ и други.
| Актьор           | Заглавия | Роли |
| ---------------- | --- | --- |
| Алън Янг         | Коледната песен на Мики Клуб Маус | Скрудж Макдък |
| Бъд Спенсър      | Дори ангелите ядат боб Ловци на престъпници Наравно Който намери приятел, намира съкровище Банановият Джо Двойни неприятности                                                    | Чарли Смит Уилбър Уолш Чарли Фърпо Чарли О'Брайън Банановият Джо Грег Уондър/Антонио Коимбра де ла Корония и Асеведо             |
| Дан Кастеланета  | Аладин (дублаж на Медиа Линк) Семейство Симпсън: Филмът | Джинът Хоумър Симпсън |
| Джери Орбах      | Красавицата и звярът Клуб Маус | Люмиер |
| Джери Стилър     | Кралят на квартала (без осми сезон) Цар лъв 3: Хакуна матата | Артър Спунър Чичо Макс |
| Джим Варни       | Д-р Ото и тайната на мрачната греда Ърнест отива на училище Ърнест отново на път                                                                                                 | Д-р Ото / Ръд Хардтакт / Смеещия се Джак / Гай Данди / Леля Нелда / Ърнест П. Уорел Ърнест П. Уорел и Феликс Наш Ърнест П. Уорел |
| Джим Къмингс     | Аладин Аладин и завръщането на Джафар Аладин и царят на разбойниците Синбад: Легендата за седемте морета (дублаж на Александра Аудио) Междузвездни войни: Войните на клонираните | Разул Лука Хондо Онака |
| Джонатан Уинтърс | Смърфовете (дублаж на Медиа Линк) Смърфовете (филм) Смърфовете 2 | Дядо Смърф Татко Смърф |
| Дон Месик        | Шоуто на Скуби-Ду (дублаж на Мулти Видео Център) Смърфовете (дублаж на Медиа Линк) Патешки истории                                                                               | Скуби-Ду Татко Смърф Бащата на Скрудж                                                                                            |
| Доус Бътлър      | Семейство Джетсън Здравейте, аз съм Мечокът Йоги Коледните лудории на Мечока Йоги (дублаж на Мулти Видео Център)                                                                 | Г-н Когсуел Мечокът Йоги и Втори лесничей Мечокът Йоги                                                                           |
| Патън Осуолт     | Кралят на квартала (без осми сезон) Ким Суперплюс (без трети сезон) | Спенсър „Спенс“ Олчин Професор Дементор                                                                                          |
| Ричард Грифитс   | Хари Потър и Философският камък Хари Потър и Стаята на тайните | Върнън Дърсли |
| Роуън Аткинсън   | Мъртъв на време Мистър Бийн (дублаж на студио GTV) Тънката синя линия | Бърнард Фрип Мистър Бийн Инспектор Реймънд Фаулър                                                                                |
| Сам Нийл         | Алкатрас Зайчето Питър | Емерсън Хаузър Г-н Макгрегър и Томи Язовеца                                                                                      |
| Седрик Шоумена   | Самолети Самолети: Спасителен отряд | Ледботъм |
| Франк Уелкър     | Шоуто на Скуби-Ду (дублаж на Мулти Видео Център) Том и Джери хлапаци (дублаж на БНТ)                                                                                             | Фред Джоунс Макулф |

## Филмография
- „Кажи ми, Кармен...“ (1979) - партизанинът
- „Ако те има“ – 1983
- „Златният век“ – 1984 (в 5 серии – 1, 2, 3, 5 и 7-а серия)
- „Под игото“ – 1990 (7 серии – България / Унгария)
- „Вагнер“ - 1998 - Никола
- „Под прикритие“ – 2011
- „Столичани в повече“ – 2012
- „Българ“ – 2014 (глас)
- „Пук“ – 2016 (глас)
- „Откраднат живот“ – 2018
- „Имало една война“ (2019) - Месроп

## Личен живот
Женен е за актрисата Катя Иванова, с която имат син и дъщеря.